# Rhodischnura nursei
Rhodischnura nursei е вид водно конче от семейство Coenagrionidae. Видът не е застрашен от изчезване.

## Разпространение
Разпространен е в Бангладеш, Индия (Западна Бенгалия, Мадхя Прадеш, Махаращра, Ориса, Пенджаб, Раджастан, Тамил Наду, Утар Прадеш, Утаракханд, Чандигарх и Чхатисгарх) и Пакистан.